# Гривас, Иоаннис
Иоаннис Гривас (греч. Ιωάννης Γρίβας; 23 февраля 1923 года, Като-Титорея, Центральная Греция, Королевство Греция — 27 ноября 2016, Афины, Греция) — греческий юрист, председатель Верховного суда Греции в 1989—1990 годах, в октябре-ноябре 1989 года временно исполнявший обязанности премьер-министра Греции.

## Биография
Окончил юридический факультет Афинского университета.
С 1954 года работал судьёй. В 1975 году участвовал с процессах по делу хунты «Чёрных полковников».
С 1979 года был членом Верховного суда Греции по гражданским и уголовным делам, в 1986 году был назначен заместителем председателя Верховного суда, а в 1989—1990 годах являлся его председателем.
В этот период был главой специального трибунала по югославскому кукурузному скандалу, в рамках которого в коррупции обвинялся Никоса Атанасопулоса, министра финансов в правительстве Андреаса Папандреу.
Во время парламентского кризиса в 1989 году, в соответствии с Конституцией Греции, с 12 октября 1989 года временно возглавил правительство. После того, как выборы 5 ноября 1989 года не привели к разрешению ситуации, подал в отставку с министерского поста, а 23 ноября того же года передал дела новому правительству во главе с Ксенофоном Золотасом.
В 1990 году вышел в отставку с поста председателя Верховного суда Греции.